# Marco García
Marco Antonio García Robledo (ur. 17 stycznia 2000 w mieście Meksyk) – meksykański piłkarz występujący na pozycji środkowego pomocnika, od 2024 roku zawodnik Venados.